# Teorema de Bolzano-Weierstrass
En el análisis real, el teorema de Bolzano-Weierstraß es un importante teorema que caracteriza los conjuntos compactos secuencialmente.

## Enunciado
En el análisis real, el teorema de Bolzano-Weierstraß es un resultado fundamental referente a la convergencia en un espacio euclídeo dimensionalmente finito Rn. 
El teorema establece que cada sucesión acotada en Rn tiene una subsucesión convergente. Una formulación equivalente es que un subconjunto de Rn es secuencialmente compacto si y solo si es cerrado y acotado.

## Demostración
En primer lugar, aplicando el método de inducción matemática, demostraremos el teorema cuando n = 1, en cuyo caso el orden de R se puede poner a buen uso. De hecho tenemos el siguiente resultado.
Lema: Cada sucesión 
{ xn } en R tiene una subsucesión monótona.
Demostración: Vamos a llamar a un número entero positivo n un «pico de la secuencia», si m> n implica x n > x m  es decir, si xn es mayor que todos los términos siguientes de la sucesión. Supongamos primero que la sucesión tiene picos infinitos, n1 < n2 < n3 < … < nj < … Entonces la subsucesión correspondiente   {\displaystyle \{x_{n_{j}}\}}  a los picos es monótonamente decreciente, con lo que el lema queda probado. Así que supongamos ahora que solo hay un número finito de picos, sea N el último pico, y supóngase una nueva sucesión {\displaystyle \{x_{n_{j}}\}}, donde n1 = N + 1. Luego n1 no es un pico, ya que n1 > N, lo que implica la existencia de un n2 > n1 con  {\displaystyle x_{n_{2}}\geq x_{n_{1}}.}  Una vez más, n2 > N no es un pico, por lo tanto hay n3 > n2 con {\displaystyle x_{n_{3}}\geq x_{n_{2}}.}  Repitir este proceso conduce a una subsucesión infinita creciente   {\displaystyle x_{n_{1}}\leq x_{n_{2}}\leq x_{n_{3}}\leq \ldots }, si lo desea.
Ahora supongamos que tenemos una sucesión acotada en R, por el Lema existe una subsucesión monótona, necesariamente acotada. Pero se sigue del teorema de convergencia monótona que esta subsucesión deben converger, y la prueba es completa.
Por último, el caso general puede ser fácilmente reducida al caso de n = 1 como sigue: dada una secuencia limitada en Rn, la secuencia de las primeras coordenadas es una secuencia real limitado, por lo tanto tiene una subsucesión convergente. A continuación, puede extraer un subsubsucesión en el que convergen las segundas coordenadas, y así sucesivamente, hasta que al final hemos pasado de la secuencia original a subsecuencia n veces —que sigue siendo una subsecuencia de la secuencia original— en la que cada coordenada converge secuencia; por lo tanto, la propia subsucesión es convergente.

## Compacidad secuencial en espacios euclídeos
Supongamos que A es un subconjunto de Rn con la propiedad de que toda sucesión en A tiene una subsucesión convergente a un elemento de A. Entonces, A debe ser limitada, pues de lo contrario existe una secuencia en la xm en A con 
|| xm || ≥ m para todos los m, y luego cada subsecuencia es ilimitada y por tanto no convergentes. Por otra parte A debe ser cerrado, ya que desde un punto de no interior x en el complemento de A se puede construir una secuencia A con valores de convergencia a x. Así, los subconjuntos A, de Rn, para que cada secuencia en la A tiene una subsucesión convergente a un elemento de A —es decir, los subconjuntos que están secuencialmente compacto en la topología de subespacio— son precisamente los conjuntos cerrados y limitados.
Esta forma del teorema hace especialmente clara la analogía con el Teorema de Heine-Borel, que afirma que un subconjunto de Rn es compacto si y solo si es cerrado y acotado. De hecho, la topología general nos dice que un espacio es compacto metrizable si y solo si es secuencialmente compacto, de modo que la de Bolzano-Weierstraß y el teorema de Heine-Borel son esencialmente los mismos.

## Historia
El teorema de Bolzano-Weierstraß lleva el nombre de los matemáticos Bernard Bolzano y Karl Weierstraß. En realidad, fue demostrado por primera vez por Bolzano en 1817 como un lema en la demostración del teorema de valor intermedio. Unos cincuenta años más tarde, el resultado fue identificado como significativo por derecho propio, y demostrado una vez más por Weierstraß. Desde entonces se ha convertido en un teorema fundamental del análisis.